# Juegos Mundiales Militares de 2019
Los Juegos Mundiales Militares de 2019, oficialmente conocidos como los 7.os Juegos Mundiales Militares CISM y comúnmente conocidos como Wuhan 2019, se llevaron a cabo del 18 al 27 de octubre de 2019 en Wuhan, provincia de Hubei, China
La séptima edición de los Juegos Mundiales Militares fue el primer evento militar internacional multideportivo que se celebró en China y también el evento deportivo militar más grande que se haya celebrado en China, con casi 10 000 atletas de 110 países compitiendo en 27 deportes. El evento incluyó 25 deportes oficiales y dos demostrativos, asimismo, seis disciplinas deportivas como bádminton, tenis, tenis de mesa, boxeo femenino y gimnasia masculina debutaron en esta competición.
Este fue también el segundo evento deportivo internacional más grande que se celebró en el año 2019 en China después de organizar la Copa Mundial de Baloncesto FIBA 2019. Los Juegos fueron organizados por la Comisión Militar de Deportes de China, el Ministerio de Defensa Nacional de la República Popular de China y los comandos militares (Ejército Popular de Liberación de acuerdo con las regulaciones del Consejo Internacional del Deporte Militar (CISM) y las reglas de las federaciones deportivas internacionales. Por primera vez en la historia de los Juegos Mundiales Militares se estableció una villa olímpica para los atletas antes del comienzo de los Juegos. El poblado se abrió oficialmente para los atletas después de la ceremonia de izado de la bandera.
China envió una delegación compuesta por 553 participantes, que marcó el número récord de participantes para representar a una nación en un solo Juego Mundial Militar. Alrededor de 230 000 voluntarios fueron reclutados para el evento.
El evento se llevó a cabo en 35 locaciones. El estadio de fútbol Centro Deportivo de Wuhan fue sede de la competencia de fútbol para hombres y mujeres que se celebró del 16 al 27 de octubre.

## Ceremonia de apertura

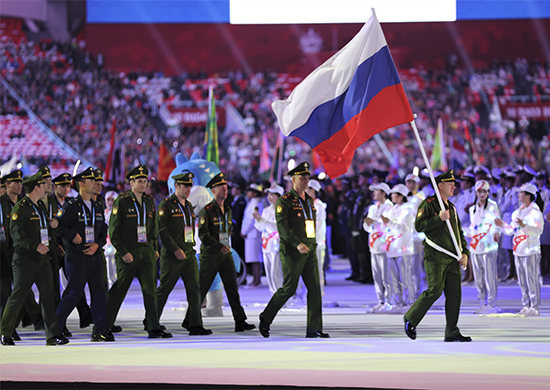
Rusia en la ceremonia de apertura.

La ceremonia de apertura se celebró el 18 de octubre de 2019, siendo el evento inaugurado oficialmente por el presidente chino y el secretario general del Partido Comunista, Xi Jinping. Una extravagancia titulada "Antorcha de la paz" se realizó durante la ceremonia de apertura destacando el lema principal del evento.
Antes de la ceremonia de apertura, se organizó un espectáculo de luces en el río Yangtze en Wuhan. Presentó una pantalla compuesta por millones de pequeñas luces Led instaladas en puentes y edificios a lo largo de la orilla del río Yangtze. El relevo de la antorcha para el evento se celebró el 16 de octubre de 2019 con la participación de 100 portadores de la antorcha. Liao Hui, medallista de oro olímpico de 2008 en levantamiento de pesas, comenzó el mitin de la antorcha mientras el lanzador de martillos Zhang Wenxiu concluyó el relevo de la antorcha. La ceremonia de izamiento de la bandera también se celebró el 16 de octubre de 2019.

## Mascota
El emblema y la mascota junto con el sitio web fueron presentados el 24 de noviembre de 2017 por el Ministerio de Defensa Nacional de China.

## Deportes
La competencia presentó 28 deportes.
- Atletismo y Para Atletismo (45)+(29)
- Bádminton (6)
- Baloncesto (2)
- Boxeo (15)
- Ciclismo (6)
- Clavado (12)
- Esgrima (12)
- Equitación (2)
- Fútbol (2)
- Golf (4)
- Judo (16)
- Lucha libre (18)
- Natación (42)
- Natación en aguas abiertas (5)
- Orientación (8)
- Paracaidismo (18)
- Pentatlón moderno (5)
- Salvamento (18)
- Taekwondo (16)
- Tenis de mesa (6)
- Tiro con arco y Para Arquería (5)+(3)
- Tiro (25)
- Triatlón y Triatlón adultos mayores (5)+(3)
- Vela (2)
- Voleibol y Voleibol de playa (4)

- Deportes militares:
  - Pentatlón militar (6)
  - Pentatlón naval (6)
  - Pentatlón aeronáutico (5)

- Deportes de demostración:
- Tenis (5)
- Gimnasia artística (8)

## Registros
El 20 de octubre de 2019, Lu Pinpin de China rompió el récord mundial en la carrera de natación de obstáculos de 500 metros para mujeres, clasificada bajo el pentatlón militar con un tiempo récord de 2 minutos y 10.9 segundos.
En general, se rompieron 82 récords durante el evento multideportivo de nueve días.

## Controversias
Después de la pandemia de COVID-19, surgieron teorías conspiracionistas sobre el COVID-19 que atribuyen su creación a los Estados Unidos. Medios de comunicación chinos han acusado a los atletas estadounidenses que participan en los Juegos Mundiales Militares de Wuhan de haber sembrado el virus. Afirman que la actitud de falta de atención y los resultados desproporcionadamente inferiores al promedio de los atletas estadounidenses en el juego indican que podrían haber estado para otros fines y que en realidad podrían ser agentes de bioguerra, y que su lugar de residencia durante su estadía en Wuhan también estaba cerca Mercado Mayorista de Mariscos del Sur de China de Wuhan, donde se produjo el primer grupo conocido de casos. Los atletas franceses Élodie Clouvel y Valentin Belaud que regresaron, informaron que un gran número de atletas de diferentes delegaciones se habían enfermado con síntomas inusuales durante los juegos que algunos atribuyen actualmente al COVID-19; ninguno ha sido probado, ya que las autoridades militares afirmaron que sería imposible en cualquier caso determinar exactamente cuándo se había producido la infección.

## Naciones participantes
Se informó que 109 naciones participaron en el evento, incluidos atletas de Rusia. En septiembre de 2019, la Asociación Internacional de la Federación de Atletismo aprobó atletas de Rusia con el estatus de Atleta Nacional Autorizado (ANA) para participar en el evento. Sin embargo, la Federación de Atletismo de toda Rusia se mantuvo en silencio sobre la participación de los atletas rusos. 

### Lista de naciones participantes
9308 atletas de 109 países participaron en los juegos:
- Albania (5)
- Alemania (243)
- Angola (2)
- Arabia Saudita (41)
- Argelia (56)
- Argentina (2)
- Armenia (15)
- Austria (37)
- Azerbaiyán (20)
- Barbados (2)
- Baréin (69)
- Bélgica (51)
- Bielorrusia (95)
- Bosnia y Herzegovina (11)
- Botsuana (15)
- Brasil (329)
- Bulgaria (21)
- Burkina Faso (3)
- Cabo Verde (4)
- Camerún (55)
- Canadá (104)
- Catar (99)
- Chad (11)
- Chile (32)
- China (553)
- Chipre (8)
- Colombia (31)
- Corea del Norte (156)
- Corea del Sur (172)
- Croacia (11)
- Dinamarca (61)
- Ecuador (74)
- Egipto (83)
- Emiratos Árabes Unidos (27)
- Eritrea (3)
- Eslovaquia (14)
- Eslovenia (32)
- España (111)
- Estados Unidos (172)
- Estonia (27)
- Finlandia (53)
- Francia (273)
- Gabón (9)
- Gambia (3)
- Grecia (46)
- Guinea (14)
- Guyana (4)
- Hungría (56)
- India (54)
- Indonesia (46)
- Irán (90)
- Irlanda (32)
- Italia (139)
- Jordania (5)
- Kazajistán (62)
- Kenia (14)
- Kuwait (35)
- Lesoto (3)
- Letonia (32)
- Líbano (7)
- Lituania (56)
- Luxemburgo (18)
- Macedonia (4)
- Marruecos (24)
- Mónaco (2)
- Mongolia (75)
- Montenegro (2)
- Mozambique (3)
- Myanmar (44)
- Namibia (3)
- Nepal (40)
- Níger (3)
- Nigeria (12)
- Noruega (28)
- Omán (63)
- Países Bajos (89)
- Pakistán (19)
- Perú (15)
- Polonia (193)
- Portugal (9)
- República Checa (27)
- República del Congo (19)
- República Democrática del Congo (26)
- República Dominicana (31)
- Ruanda (41)
- Rumania (77)
- Rusia (243)
- Senegal (3)
- Serbia (41)
- Siria (15)
- Sri Lanka (73)
- Suazilandia (2)
- Suecia (72)
- Suiza (67)
- Tailandia (55)
- Tanzania (22)
- Territorios Palestinos (9)
- Togo (3)
- Túnez (17)
- Turkmenistán (4)
- Turquía (20)
- Ucrania (87)
- Uganda (5)
- Uruguay (27)
- Uzbekistán (50)
- Venezuela (84)
- Vietnam (32)
- Yibuti (3)
- Zambia (13)
- Zimbabue (28)

## Calendario
| CA | Ceremonia de apertura | ● | Competiciones |  | Eventos de Medalla de Oro | CC | Ceremonia de clausura |

| Octubre                     | Octubre                     | 16 Mie | 17 Jue | 18 Vie | 19 Sab | 20 Dom | 21 Lun | 22 Mar | 23 Mie | 24 Jue | 25 Vie | 26 Sab | 27 Dom | Eventos |
| --------------------------- | --------------------------- | ------ | ------ | ------ | ------ | ------ | ------ | ------ | ------ | ------ | ------ | ------ | ------ | ------- |
| Ceremonias                  | Ceremonias                  |        |        | CA     |        |        |        |        |        |        |        |        | CC     | N/A     |
| Pentatlón aeronáutico       | Pentatlón aeronáutico       |        |        |        | 1      |        | ●      | ●      | ●      | 4      |        |        |        | 5       |
| Tiro con arco               | Tiro con arco               |        |        |        |        | ●      | ●      | ●      | 3      | 2      |        |        |        | 5       |
| Atletismo                   | Atletismo                   |        |        |        |        |        |        | 8      | 8      | 12     | 7      | 6      | 4      | 45      |
| Bádminton                   | Bádminton                   |        |        |        |        |        | ●      | ●      | 1      | ●      | ●      | 5      |        | 6       |
| Baloncesto                  | Baloncesto                  |        |        |        | ●      | ●      | ●      | ●      | ●      | ●      | ●      | 2      |        | 2       |
| Boxeo                       | Boxeo                       |        |        |        | ●      | ●      | ●      | ●      | ●      |        | 5      | 10     |        | 15      |
| Ciclismo                    | Ciclismo                    |        |        |        | 2      | 2      | 2      |        |        |        |        |        |        | 6       |
| Clavado                     | Clavado                     |        |        |        |        |        |        |        |        | 3      | 3      | 4      | 2      | 12      |
| Hípica                      | Hípica                      |        |        |        | ●      | ●      | 2      |        |        |        |        |        |        | 2       |
| Esgrima                     | Esgrima                     |        |        |        | 2      | 2      | 2      | 2      | 2      | 2      |        |        |        | 12      |
| Fútbol                      | Fútbol                      | ●      | ●      | ●      | ●      | ●      | ●      |        | ●      | ●      | ●      | 1      | 1      | 2       |
| Golf                        | Golf                        |        |        |        | ●      | ●      | ●      | 2      | 2      |        |        |        |        | 4       |
| Judo                        | Judo                        |        |        |        | 7      | 7      |        | 2      |        |        |        |        |        | 16      |
| Salvavidas                  | Salvavidas                  |        |        |        |        | 6      | 6      | 6      |        |        |        |        |        | 18      |
| Pentatlón militar           | Pentatlón militar           |        |        |        | ●      | ●      | ●      | ●      | 4      | 2      |        |        |        | 6       |
| Pentatlón moderno           | Pentatlón moderno           |        |        |        |        |        |        | ●      | ●      | 2      | 2      | 1      |        | 5       |
| Pentatlón naval             | Pentatlón naval             |        |        |        |        |        |        |        | ●      | ●      | 4      | 2      |        | 6       |
| Natación en aguas abiertas  | Natación en aguas abiertas  |        |        |        |        |        |        |        | 2      |        | 2      |        | 1      | 5       |
| Orientación                 | Orientación                 |        |        |        |        | 2      | 2      |        | 4      |        |        |        |        | 8       |
| Paracaidismo                | Paracaidismo                |        |        | ●      | ●      | ●      | 1      | 2      | 6      | 5      | 4      |        |        | 18      |
| Vela                        | Vela                        |        |        |        |        | ●      | ●      | 2      |        |        |        |        |        | 2       |
| Tiro                        | Tiro                        |        |        |        | 1      | 2      | 7      | 3      | 2      | 4      | 6      |        |        | 25      |
| Natación en aguas abiertas  | Natación en aguas abiertas  |        |        |        | 9      | 8      | 9      | 9      | 7      |        |        |        |        | 42      |
| Tenis de mesa               | Tenis de mesa               |        |        |        | ●      | ●      | 1      | ●      | 1      | 2      | ●      | 2      |        | 6       |
| Taekwondo                   | Taekwondo                   |        |        |        |        |        |        |        | 4      | 4      | 4      | 4      |        | 16      |
| Triatlón                    | Triatlón                    |        |        |        |        |        |        |        |        |        |        |        | 5      | 5       |
| Voleibol                    | Voleibol de playa           |        |        |        | ●      | ●      | ●      | ●      | ●      | ●      | ●      | 2      |        | 4       |
| Voleibol                    | Voleibol                    | ●      | ●      |        |        | ●      | ●      | 1      | ●      | ●      | ●      | 1      |        | 4       |
| Lucha libre                 | Lucha libre                 |        |        |        |        |        | 4      | 5      | 5      | 4      |        |        |        | 18      |
| Eventos diarios de medallas | Eventos diarios de medallas |        |        |        | 22     | 29     | 36     | 42     | 51     | 46     | 37     | 40     | 13     | 316     |
| Total acumulado             | Total acumulado             |        |        |        | 22     | 51     | 87     | 129    | 180    | 226    | 263    | 303    | 316    | 316     |
| Para Arquería               | Para Arquería               |        |        |        |        | ●      | ●      |        | 1      | 2      |        |        |        | 3       |
| Para Atletismo              | Para Atletismo              |        |        |        |        |        |        | 10     | 6      | 8      | 5      |        |        | 29      |
| Gimnasia                    | Gimnasia                    |        |        |        |        |        | 1      |        | 1      |        | 3      | 3      |        | 8       |
| Tenis                       | Tenis                       |        |        |        |        |        |        | ●      | ●      | ●      | 1      | 4      |        | 5       |
| Triatlón adultos mayores    | Triatlón adultos mayores    |        |        |        |        |        |        |        |        |        |        |        | 3      | 3       |
| Octubre                     | Octubre                     | 16 Mie | 17 Jue | 18 Vie | 19 Sab | 20 Dom | 21 Lun | 22 Mar | 23 Mie | 24 Jue | 25 Vie | 26 Sab | 27 Dom | Eventos |

## Tabla de medallas
| Rank                | País                 | Oro | Plata | Bronce | Total |
| ------------------- | -------------------- | --- | ----- | ------ | ----- |
| 1                   | China                | 133 | 64    | 42     | 239   |
| 2                   | Rusia                | 51  | 53    | 57     | 161   |
| 3                   | Brasil               | 21  | 31    | 36     | 88    |
| 4                   | Francia              | 13  | 20    | 24     | 57    |
| 5                   | Polonia              | 11  | 15    | 34     | 60    |
| 6                   | Alemania             | 10  | 15    | 20     | 45    |
| 7                   | Corea del Norte      | 9   | 8     | 15     | 32    |
| 8                   | Baréin               | 9   | 1     | 7      | 17    |
| 9                   | Uzbekistán           | 8   | 7     | 5      | 20    |
| 10                  | Ucrania              | 5   | 13    | 15     | 33    |
| 11                  | Italia               | 4   | 12    | 12     | 28    |
| 12                  | Kazajistán           | 4   | 3     | 5      | 12    |
| 13                  | Bielorrusia          | 4   | 2     | 8      | 14    |
| 14                  | Irán                 | 4   | 2     | 5      | 11    |
| 15                  | Suiza                | 4   | 1     | 8      | 13    |
| 16                  | Corea del Sur        | 3   | 10    | 11     | 24    |
| 17                  | Eslovenia            | 2   | 4     | 2      | 8     |
| 17                  | Noruega              | 2   | 4     | 2      | 8     |
| 19                  | Egipto               | 2   | 2     | 5      | 9     |
| 20                  | Kenia                | 2   | 1     | 2      | 5     |
| 20                  | Marruecos            | 2   | 1     | 2      | 5     |
| 22                  | Turquía              | 2   | 0     | 3      | 5     |
| 23                  | Rumania              | 1   | 4     | 3      | 8     |
| 24                  | Mongolia             | 1   | 3     | 5      | 9     |
| 25                  | Hungría              | 1   | 3     | 1      | 5     |
| 26                  | República Checa      | 1   | 2     | 5      | 8     |
| 27                  | India                | 1   | 1     | 2      | 4     |
| 28                  | Bélgica              | 1   | 1     | 1      | 3     |
| 29                  | Letonia              | 1   | 1     | 0      | 2     |
| 30                  | Lituania             | 1   | 0     | 1      | 2     |
| 31                  | Bulgaria             | 1   | 0     | 0      | 1     |
| 31                  | Namibia              | 1   | 0     | 0      | 1     |
| 31                  | Túnez                | 1   | 0     | 0      | 1     |
| 34                  | Finlandia            | 0   | 4     | 2      | 6     |
| 35                  | Estados Unidos       | 0   | 3     | 5      | 8     |
| 36                  | Austria              | 0   | 3     | 1      | 4     |
| 37                  | Argelia              | 0   | 2     | 5      | 7     |
| 38                  | Azerbaiyán           | 0   | 2     | 4      | 6     |
| 39                  | República Dominicana | 0   | 2     | 3      | 5     |
| 40                  | Eslovaquia           | 0   | 2     | 1      | 3     |
| 41                  | Catar                | 0   | 2     | 0      | 2     |
| 42                  | Tailandia            | 0   | 1     | 5      | 6     |
| 43                  | Canadá               | 0   | 1     | 2      | 3     |
| 43                  | Sri Lanka            | 0   | 1     | 2      | 3     |
| 43                  | Suecia               | 0   | 1     | 2      | 3     |
| 46                  | Omán                 | 0   | 1     | 1      | 2     |
| 46                  | Siria                | 0   | 1     | 1      | 2     |
| 46                  | Vietnam              | 0   | 1     | 1      | 2     |
| 49                  | Arabia Saudita       | 0   | 1     | 0      | 1     |
| 49                  | Dinamarca            | 0   | 1     | 0      | 1     |
| 49                  | Ecuador              | 0   | 1     | 0      | 1     |
| 49                  | Estonia              | 0   | 1     | 0      | 1     |
| 49                  | Tanzania             | 0   | 1     | 0      | 1     |
| 54                  | Serbia               | 0   | 0     | 3      | 3     |
| 55                  | Venezuela            | 0   | 0     | 2      | 2     |
| 56                  | Albania              | 0   | 0     | 1      | 1     |
| 56                  | Armenia              | 0   | 0     | 1      | 1     |
| 56                  | Barbados             | 0   | 0     | 1      | 1     |
| 56                  | España               | 0   | 0     | 1      | 1     |
| 56                  | Grecia               | 0   | 0     | 1      | 1     |
| 56                  | Indonesia            | 0   | 0     | 1      | 1     |
| 56                  | Irlanda              | 0   | 0     | 1      | 1     |
| 56                  | Kuwait               | 0   | 0     | 1      | 1     |
| 56                  | Luxemburgo           | 0   | 0     | 1      | 1     |
| 56                  | Pakistán             | 0   | 0     | 1      | 1     |
| 56                  | Ruanda               | 0   | 0     | 1      | 1     |
| Totales (66 países) | Totales (66 países)  | 316 | 316   | 389    | 1021  |

Nota: Para Atletismo, para arquería, gimnasia, tenis y tres eventos de triatlón para adultos mayores no se cuentan en la tabla de medallas.